# 中川幸太郎
中川 幸太郎 （なかがわ こうたろう、1969年2月7日 - ）は、日本の作曲家、編曲家。
日本大学鶴ヶ丘高等学校、東京藝術大学音楽学部作曲科卒業、同大学院音楽研究科修了。父はトランペット奏者の中川喜弘、弟はトロンボーン奏者の中川英二郎、叔父はクラリネット奏者の中川武、トロンボーン奏者の中川敦嗣。

## 概要
学生時代からミュージカル音楽で活動していた。
ストリングスと吹奏楽器を用いたアップテンポ、かつ荘厳壮大で華麗な曲調や、ラテン調の混じったジャズ調な曲を得意とする。
アニメ・特撮作品の劇伴音楽を手掛けることが多く、スーパー戦隊シリーズや仮面ライダーシリーズといった東映特撮作品や、谷口悟朗の監督作品（『コードギアス』シリーズでは黒石ひとみと共作）への起用が特に目立っている。また『ガン×ソード』では鬼太鼓座と共演。中川としては珍しく和のテイストを随所に挿入したオープニングソングテーマ「GUN×SWORD」（インストゥルメンタル）は高い評価を受けた。平成仮面ライダーシリーズでは『ディケイド』など、中川とほぼ同時期にシリーズに関わり始めた鳴瀬シュウヘイらとの共作も多い。
弟の英二郎には自分が音楽を担当する作品では必ず演奏に参加してもらっており、中川の作品で良く使われる口笛も英二郎のものである。『スクライド』のBGM作曲の際、彼の口笛を「そっちが本職の方がいいんじゃない」と茶化している。『プラネテス』では父の喜弘もミュージシャンとして参加している。

## 作品

### アニメ
1996年
- きこちゃんすまいる

1998年
- ジオブリーダーズ（1998年、2000年）

2001年
- スクライド

2003年
- プラネテス

2004年
- Phantom -PHANTOM THE ANIMATION-
- トランスフォーマー スーパーリンク（主題歌編曲のみ）

2005年
- ふしぎ星の☆ふたご姫
- ゾイドジェネシス
- ガン×ソード

2006年
- コードギアス 反逆のルルーシュ（黒石ひとみと共同）
- 劇場版 どうぶつの森（オーケストレーター）

2007年
- ハヤテのごとく!
- バンブーブレード（劇中に流れる特撮ヒーロー物『超剣戦隊ブレードブレイバー』の主題歌を作曲）

2008年
- MAJOR 4th season
- 絶対可憐チルドレン
- コードギアス 反逆のルルーシュR2
- 劇場版MAJOR メジャー 友情の一球

2009年
- 07-GHOST
- クロスゲーム
- ハヤテのごとく!!
- 極上!!めちゃモテ委員長（五十嵐“IGAO”淳一と共同）

2010年
- スティッチ! 〜ずっと最高のトモダチ〜

2011年
- GOSICK -ゴシック-
- ちび☆デビ!

2012年
- コードギアス 反逆のルルーシュ ナナリーinワンダーランド（黒石ひとみと共同）
- 妖狐×僕SS

2013年
- 絶対可憐チルドレン THE UNLIMITED 兵部京介
- DEVIL SURVIVOR 2 the ANIMATION
- ステラ女学院高等科C3部

2014年
- 遊☆戯☆王ARC-V
- 白銀の意思 アルジェヴォルン

2015年
- 監獄学園 プリズンスクール
- 落第騎士の英雄譚

2016年
- アクティヴレイド -機動強襲室第八係-
- デジモンユニバース アプリモンスターズ

2018年
- 博多豚骨ラーメンズ
- ソードガイ The Animation

2022年
- BIRDIE WING -Golf Girls' Story-（穴沢弘慶と共同）
- 風都探偵（鳴瀬シュウヘイと共同）

2023年
- 逃走中 グレートミッション
- 英雄教室

### 特撮テレビドラマ
- スーパー戦隊シリーズ
  - 未来戦隊タイムレンジャー（2000年）（挿入歌作・編曲のみ）
  - 百獣戦隊ガオレンジャー（2001年）
  - 轟轟戦隊ボウケンジャー（2006年）
  - 4週連続スペシャル スーパー戦隊最強バトル!!（2019年）（第2話まで参加。坂部剛、亀山耕一郎、山下康介、羽岡佳、高木洋（第1話）と共同）
- 仮面ライダーシリーズ
  - 仮面ライダー555（2003年）（主題歌編曲のみ）
  - 仮面ライダーディケイド（2009年）（鳴瀬シュウヘイと共同）
  - 仮面ライダーW（2009年）（鳴瀬シュウヘイと共同）
  - 仮面ライダーオーズ/OOO（2010年）
  - 仮面ライダーウィザード（2012年）
  - 仮面ライダードライブ（2014年）（鳴瀬シュウヘイと共同）
  - 仮面ライダーリバイス（2021年）
- 手裏剣戦隊ニンニンジャーVS仮面ライダードライブ 春休み合体1時間スペシャル（2015年）（鳴瀬シュウヘイ、山下康介と共同）

### 映画
- OTSUYU 怪談牡丹燈籠（1998年）
- 劇場版 MAJOR メジャー 友情の一球（ウイニングショット）（2008年）
- コードギアス 復活のルルーシュ （2019年）
- スーパー戦隊シリーズ
  - 劇場版 百獣戦隊ガオレンジャー 火の山、吼える（2001年）
  - 轟轟戦隊ボウケンジャー THE MOVIE 最強のプレシャス（2006年）
- 仮面ライダーシリーズ
  - 劇場版 仮面ライダーディケイド オールライダー対大ショッカー（2009年）（鳴瀬シュウヘイと共同）
  - 仮面ライダー×仮面ライダー W&ディケイド MOVIE大戦2010（2009年）（鳴瀬シュウヘイと共同）
  - 仮面ライダーW FOREVER AtoZ/運命のガイアメモリ（2010年）（鳴瀬シュウヘイと共同）
  - 仮面ライダー×仮面ライダー オーズ&ダブル feat.スカル MOVIE大戦CORE（2010年）（鳴瀬シュウヘイと共同）
  - オーズ・電王・オールライダー レッツゴー仮面ライダー（2011年）
  - 劇場版 仮面ライダーオーズ WONDERFUL 将軍と21のコアメダル（2011年）
  - 仮面ライダー×仮面ライダー フォーゼ&オーズ MOVIE大戦 MEGAMAX（2011年）（鳴瀬シュウヘイと共同）
  - 仮面ライダー×仮面ライダー ウィザード&フォーゼ MOVIE大戦アルティメイタム（2012年）（鳴瀬シュウヘイと共同）
  - 劇場版 仮面ライダーウィザード in Magic Land（2013年）
  - 仮面ライダー×仮面ライダー 鎧武&ウィザード 天下分け目の戦国MOVIE大合戦（2013年）（山下康介と共同）
  - 仮面ライダー×仮面ライダー ドライブ&鎧武 MOVIE大戦フルスロットル（2014年）（鳴瀬シュウヘイ、山下康介と共同）
  - 劇場版 仮面ライダードライブ サプライズ・フューチャー（2015年）（鳴瀬シュウヘイと共同）
  - 仮面ライダー×仮面ライダー ゴースト&ドライブ 超MOVIE大戦ジェネシス（2015年）（坂部剛、鳴瀬シュウヘイと共同）
  - 仮面ライダー1号（2016年）（坂部剛、鳴瀬シュウヘイと共同）
  - 仮面ライダー平成ジェネレーションズ FINAL ビルド&エグゼイドwithレジェンドライダー（2017年）（川井憲次、ats-、清水武仁、渡辺徹と共同）
  - 仮面ライダー ビヨンド・ジェネレーションズ（2021年）（山下康介と共同）
  - 劇場版 仮面ライダーリバイス バトルファミリア（2022年）
  - 仮面ライダーギーツ×リバイス MOVIEバトルロワイヤル（2022年）（佐橋俊彦と共同）
- スーパーヒーロー大戦シリーズ
  - 仮面ライダー×スーパー戦隊 スーパーヒーロー大戦（2012年）（山下康介と共同）
  - 仮面ライダー×スーパー戦隊×宇宙刑事 スーパーヒーロー大戦Z（2013年）（山下康介と共同）
  - 平成ライダー対昭和ライダー 仮面ライダー大戦 feat.スーパー戦隊（2014年）（山下康介と共同）
  - スーパーヒーロー大戦GP 仮面ライダー3号（2015年）（鳴瀬シュウヘイと共同）
- BLOODY ESCAPE -地獄の逃走劇-（2024年）

### オリジナルビデオ
- ドライブサーガ（2016年） (鳴瀬シュウヘイと共同)
  - 仮面ライダーチェイサー
  - 仮面ライダーマッハ/仮面ライダーハート
- 仮面ライダーオーズ 10th 復活のコアメダル（2022年）
- リバイスForward 仮面ライダーライブ&エビル&デモンズ（2023年）[9]

### ドラマ
- 緋の稜線（1998年）
- 女同士（2000年）
- 笑顔の法則（2003年）
- 牡丹と薔薇（2004年）
- 冬の輪舞（2005年）

### CM
- 日本ビクター「ホームビデオ」
- トヨタ自動車「クレスタ」
- ライオン (企業)「PCクリニカ」
- 三菱銀行「ディズニーキャラクタープラン」
- ソニー「キララバッソ」
- 花王「ビブレ・メンズビブレ」
- ダイハツ工業「ミラ」
- 味の素「HOT一シリーズ」
- 象印マホービン「パオ」
- パナソニック「Let's Note」
- 三菱自動車「ToppoBJエアロ」
- ナショナル電子レンジ「エレックさん」
- 明治製菓「ガルボ」チョコレート

### その他
- 美女奉行 おんな牢秘抄（1994年）
- おんな犯科帳 江戸拷問刑罰抄（1994年）
- 週刊お宝TV（2006年）

他多数